# Diaporthales
Die Diaporthales sind eine Ordnung der Schlauchpilze. Die Arten sind vorwiegend mit Pflanzen assoziiert. Beispiele sind der Kastanienrindenkrebs (Cryphonectria parasitica) oder die Anthraknose des Hartriegels Discula destructiva.

## Merkmale
Die Ordnung ist durch schwarze Perithecien gekennzeichnet. Diese können zu mehreren zusammenstehen und in ein Stroma oder direkt im Substrat eingesenkt sein. Es fehlen bei Reife echte Paraphysen. Die unitunicaten Asci sind zur Reife frei und besitzen häufig einen auffälligen Apikalring. Die Ascosporen können farblos bis schwarz, ellipsoidisch bis länglich, einfach bis mehrfach septiert sein.
Die bekannten Anamorphen sind Coelomyceten, wie Cytospora bei der Teleomorphe Valsa, Phomopsis bei Diaporthe. Die Pyknidien werden phialidisch gebildet. Häufig werden die Pyknidien am selben Stroma gebildet wie die Fruchtkörper.

## Ökologie
Neben vielen Saprobionten gibt es auch einige Parasiten, wie den Kastanienrindenkrebs, die Eichen-Blattbräune (Apiognomia quercina), die Platanen-Blattbräune(Apiognomia veneta) oder die Eschenanthraknose (Gnomoniella fraxinii). Verschiedene Cytospora-Arten, die Anamorphe der Gattung Valsa, rufen Krankheiten an Eukalyptus hervor.

## Systematik
Die Diaporthales sind eine durch Untersuchungen gut gestützte monophyletische Einheit. Sie umfassen 94 Gattungen mit über 500 Arten. Zur Ordnung werden folgende Familien gezählt (mit ausgewählten Gattungen und Arten):
- Cryphonectriaceae mit acht Gattungen
  - Cryphonectria
    - Kastanienrindenkrebs (Cryphonectria parasitica)
- Diaporthaceae mit drei Gattungen
- Gnomoniaceae mit 28 Gattungen
  - Anisogramma
- Harknessiaceae
- Melanconidaceae mit 28 Gattungen
- Pseudoplagiostomataceae
- Pseudovalsaceae mit momentan nur einer Gattung (Pseudovalsa), da die übrigen Gattungen in andere Familien verschoben wurden.[1]
- Schizoparmeaceae neu aufgestellte Familie für die Gattung Schizoparme.[1]
- Stilbosporaceae
- Sydowiellaceae
- Valsaceae mit 18 Gattungen: u. a.
  - Leucostoma
  - Valsa
  - Valsella

- Melansporellaceae[4]: Erst 2017 beschriebene Familie

Die zwischenzeitlich zu den Diaporthales gestellte Familie Togniniaceae wurde nun in eine eigene Ordnung gestellt.

## Belege